# Mačvanský okruh
Mačvanský okruh (srbsky Mačvanski okrug, cyrilicí Мачвански округ) je administrativní jednotka v Srbsku. Je nejsevernějším z osmi okruhů statistického regionu Šumadija a Západní Srbsko. Na západě sousedí s Bosnou a Hercegovinou (konkrétně Republikou srbskou), na severu s Vojvodinou (konkrétně Sremským okruhem, na východě s Bělehradem, na jihovýchodě s Kolubarským okruhem a na jihu se Zlatiborským okruhem. Je pojmenován podle historického území Mačva, které se na území okruhu rozkládalo.

## Geografie
V roce 2011 zde žilo 298 931 obyvatel. Rozloha okruhu je 3 268 km². Správním střediskem a největším městem Pomoravského okruhu je město Šabac, které je zároveň sedmnáctým největším srbským městem a žije v něm asi 54 tisíc obyvatel. Dalším větším městem je Loznica, počet obyvatel ostatních měst nepřesahuje deset tisíc.
Jižní část okruhu je hornatá, jelikož se zde rozkládá pohoří Azbukovica a nachází se zde i jeho nejvyšší vrchol Tornička Bobija, dosahující výšky 1 272 metrů nad mořem. Severní část okruhu je nížinatá a je již součástí Velké dunajské nížiny. Nejvýznamnějšími řekami jsou Drina a Sáva, dále pak Bitva, Jadar, Ljubovija, Radalj, Tamnava, Trešnjica a Ub.

## Administrativní dělení
V Mačvanském okruhu se nachází celkem 9 měst: Banja Koviljača, Bogatić, Koceljeva, Krupanj, Ljubovija, Loznica, Mali Zvornik, Šabac a Vladimirci. Všechna města až na Banju Koviljaču jsou zároveň správními středisky stejnojmenných opštin zahrnujících okolní sídla.

## Národnostní složení
| Národnost  | Populace | Procenta |
| ---------- | -------- | -------- |
| Srbové     | 284 165  | 95,06 %  |
| Romové     | 4 537    | 1,52 %   |
| Muslimani  | 1 501    | 0,50 %   |
| Chorvati   | 327      | 0,11 %   |
| Bosňáci    | 271      | 0,09 %   |
| Jugoslávci | 261      | 0,09 %   |
| Černohorci | 185      | 0,06 %   |
| Makedonci  | 150      | 0,05 %   |
| Maďaři     | 108      | 0,04 %   |
| Ostatní    | 7 426    | 2,48 %   |